# گبی ویلیامز
گبی ویلیامز (انگلیسی: Gabby Williams؛ زادهٔ ۹ سپتامبر ۱۹۹۶) بازیکن بسکتبال اهل ایالات متحده آمریکا است.
وی در مسابقات کشوری و بین‌المللی در مجموع برندهٔ ۱ مدال نقره، ۱ مدال برنز شده‌است.